# 辻畑町
辻畑町（つじばたちょう）は、愛知県名古屋市中川区の地名。丁番を持たない単独町名である。住居表示未実施。

## 地理
名古屋市中川区の北東部に位置し、東に小本本町、西と南に小本、北に松葉町と接する。

## 世帯数と人口
2019年（平成31年）4月1日現在の世帯数と人口は以下の通りである。
| 町丁   | 世帯数  | 人口  |
| ------ | ------- | ----- |
| 辻畑町 | 122世帯 | 242人 |

### 人口の変遷
国勢調査による人口の推移
| 1995年（平成7年）  | 247人 | [ 6 ]  |  |
| 2000年（平成12年） | 224人 | [ 7 ]  |  |
| 2005年（平成17年） | 223人 | [ 8 ]  |  |
| 2010年（平成22年） | 264人 | [ 9 ]  |  |
| 2015年（平成27年） | 257人 | [ 10 ] |  |

## 学区
市立小・中学校に通う場合、学校等は以下の通りとなる。また、公立高等学校に通う場合の学区は以下の通りとなる。
| 番・番地等 | 小学校               | 中学校               | 高等学校 |
| ---------- | -------------------- | -------------------- | -------- |
| 全域       | 名古屋市立常磐小学校 | 名古屋市立長良中学校 | 尾張学区 |

## その他

### 日本郵便
- 郵便番号 : 454-0827[3]（集配局：中川郵便局[13]）。